# Tinder

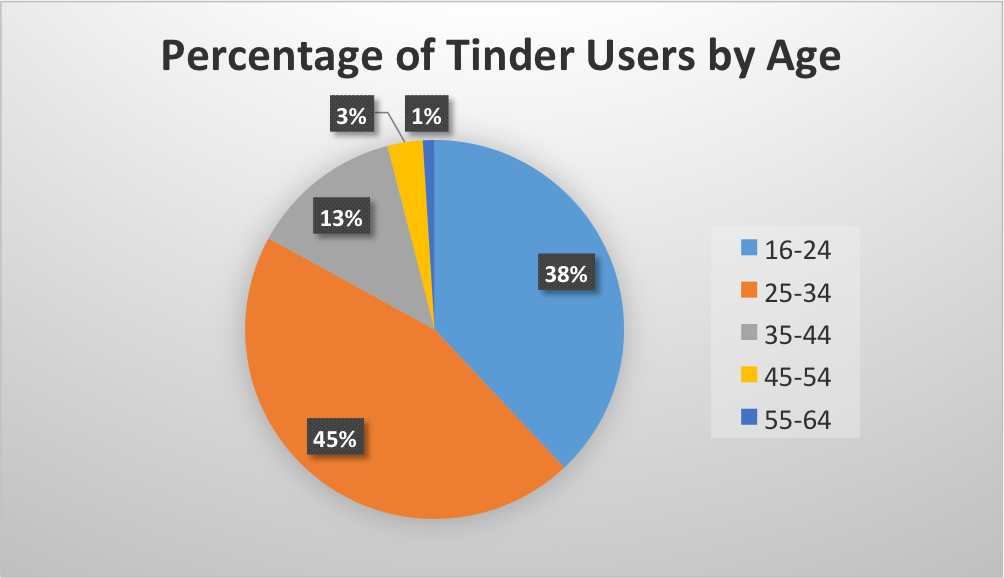
Podíl uživatelů dle věku (2015)

Tinder je mobilní aplikace, která umožňuje navazování kontaktu mezi lidmi. Využívá přitom geografické polohy a sociální síť Facebook. Aplikace je využívaná především k seznamování. Spuštěna byla v roce 2012.